# 台北市立大学天母キャンパス
台北市立大学天母キャンパス（たいぺいしりつだいがくテンムキャンパス、University of Taipei Tianmu Campus）は台湾台北市士林区にある大学キャンパス。
以前は「台北市立体育学院」（たいぺいしりつたいいくがくいん、Taipei Physical Education College）という1つの大学であったが、2013年に台北市立教育大学（現・博愛キャンパス）と合併し台北市立大学となった。

## 歴史
体育学院は国民体育政策のための教育と、台湾のスポーツレベルの国際化を目的に、1968年8月に松山区敦化北路に開校し、10月21日に開校式典が行われた。当初は専門学校としての地位であったが、1994年5月に学長に就任した鄭虎により学院に昇格された。体育学院に改編された後は、政府のスポーツ政策及び社会レジャーとしてのスポーツの両面の要求に応えるべく研究設備の充実に尽力している。
その後、台北市政府に対するキャンパス移転の申請を経て2006年に天母の運動公園区へ移転された。
2013年8月1日に台北市立教育大学との合併を行い、台北市立大学の一部になった。

## 組織
| - 体育学部 - 球技運動学科 - 陸上運動学科 - レジャー運動管理学科 - 体育・健康運動学科 - 水上運動学系 - 武技運動学系 - 舞踊学系 - 動態芸術学系 - 大学院 - 運動科学研究所 - 運動器材科学研究所 - 運動教育研究所 - 運動技術研究所 - レジャー運動管理学系修士課程 - 舞踊学系修士課程 - 市政管理学部 - 都市発展学科 - 都市産業経営とマーケティング学科 - 衛生福利学科 | - 研究センター - 研究発展センター - 電算センター - 社会教育センター - 教職養成センター - 教養課程センター |

## 教員

### 歴代学長
台北市立体育学院
| 代    | 氏名   | 任期                   |
| ----- | ------ | ---------------------- |
| 初代  | 林鴻坦 | 1968年8月 - 1977年2月  |
| 第2代 | 劉紹本 | 1977年2月 - 1985年10月 |
| 第3代 | 蔡特龍 | 1985年10月 - 1994年3月 |
| 第4代 | 鄭虎   | 1994年5月 - 2002年8月  |
| 第5代 | 楊忠和 | 2002年8月 - 2007年2月  |
| 代理  | 張明峰 | 2007年2月 - 2007年7月  |
| 第6代 | 陳坤檸 | 2007年7月 - 2011年8月  |
| 第7代 | 鄭芳梵 | 2011年8月 - 2013年8月  |

台北市立大学
| 代    | 氏名   | 任期                 |
| ----- | ------ | -------------------- |
| 初代  | 戴遐齡 | 2013年8月～2021年8月 |
| 代理  | 邱英浩 | 2021年8月～2022年6月 |
| 代理  | 鄭玉卿 | 2022年6月～2022年8月 |
| 第2代 | 邱英浩 | 2022年8月～現任      |

## 主な出身者
- 王建民 - プロ野球選手、チャイニーズタイペイ代表
- 鄭昌明 - プロ野球選手、チャイニーズタイペイ代表
- 張建銘 - プロ野球選手、チャイニーズタイペイ代表
- 陳鴻文 - プロ野球選手、チャイニーズタイペイ代表
- 陳冠任 - プロ野球選手、チャイニーズタイペイ代表
- 郭岱琦 - プロ野球選手、チャイニーズタイペイ代表
- 張涵 - プロサッカー選手・フットサル選手、チャイニーズタイペイ代表
- 陳信安 - プロバスケットボール選手、チャイニーズタイペイ代表
- 李佳鴻 - ソフトテニス選手　アジア競技大会ダブルス２連覇
- 楊勝發 - ソフトテニス選手　アジア競技大会ダブルス２連覇
- 余凱文 - ソフトテニス選手　アジア競技大会ミックスダブルス金メダル、世界ソフトテニス選手権ダブルス優勝
- 林韋傑 - ソフトテニス選手　世界ソフトテニス選手権ダブルス優勝
- 高以翔 - 俳優
- 李亦捷 - 芸能人
- 朱宇謀 - 芸能人